# Château-Thierry
Château-Thierry [ʃɑto tjeʁi] ist eine französische Stadt mit 15.068 Einwohnern (Stand 1. Januar 2022) in der Region Hauts-de-France. Sie ist eine der Unterpräfekturen des Départements Aisne und Sitz des Gemeindeverbandes Région de Château-Thierry.

## Geografie
Die Stadt Château-Thierry liegt an der Marne, etwa auf halbem Weg zwischen Paris und Reims. Trotz der Nähe zum Ballungsraum von Paris ist Château-Thierry ein Zentrum für die sehr ländliche Umgebung im Umkreis von ca. 30 Kilometern.

## Name
Nach der Ortslegende ist die Stadt nach einer Burg benannt, in der Karl Martell Theuderich IV. gefangengehalten haben soll. In der Ära der Französischen Revolution wurde die Stadt 1793 nach der Mode der Zeit in Château Égalité umbenannt. Später erfolgte eine Umbenennung in Égalité-sur-Marne, um schließlich wieder zum ursprünglichen Namen zurückzukehren.

## Geschichte

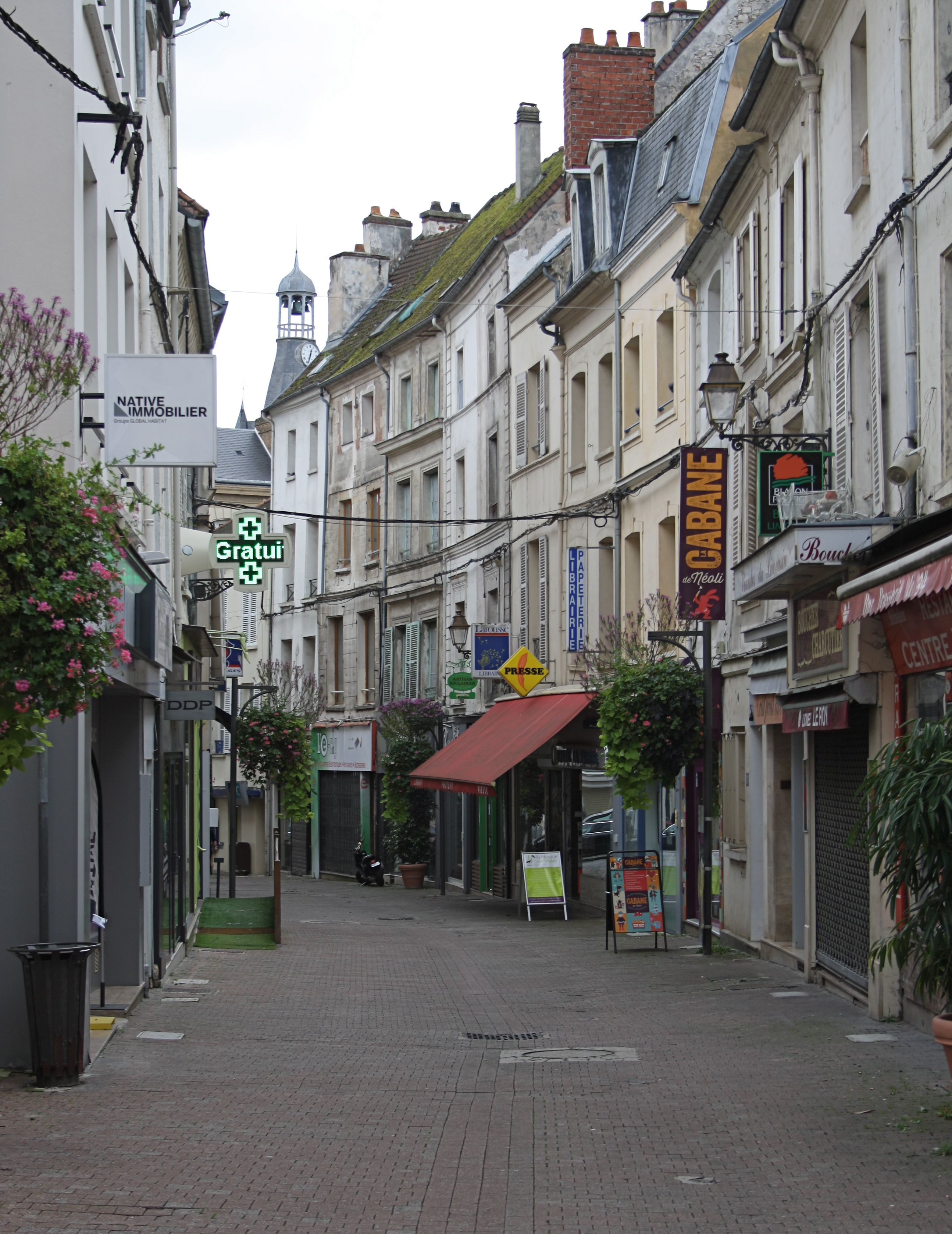
Grande Rue in der Innenstadt

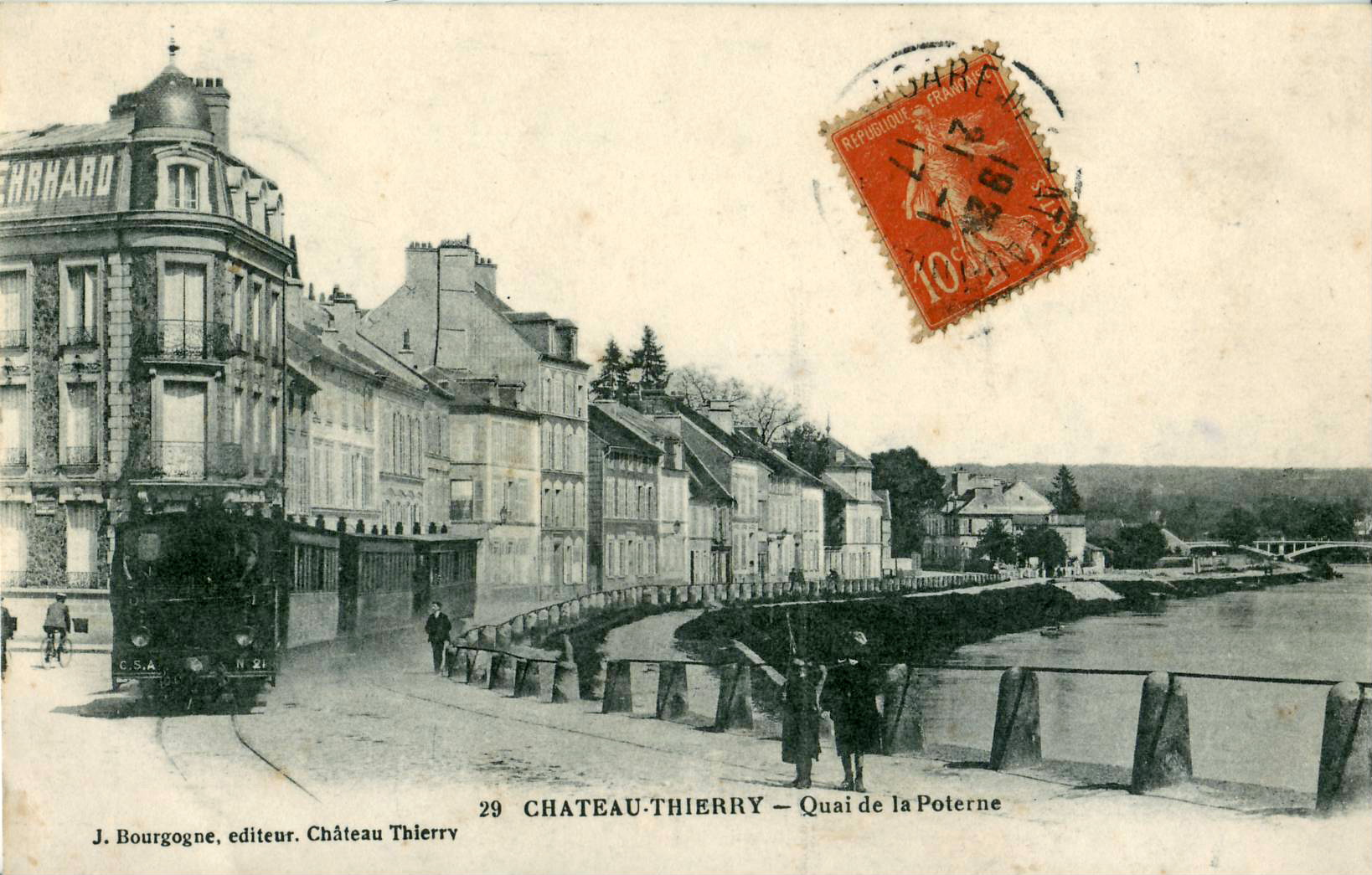
Quai de la Poterne am rechten Marneufer mit meterspuriger Schmalspurbahn, vor 1914

Am 12. Februar 1814 waren Stadt und Umland während des Winterfeldzugs 1814 Schauplatz der Schlacht bei Château-Thierry zwischen Franzosen auf der einen und Russen und Preußen auf der anderen Seite.
Im Ersten Weltkrieg wurde die Stadt während der Aisne-Marne-Offensive (Blücher-Angriff) im Mai 1918 von deutschen Truppen erreicht. In der Folge kam es hier zu mehrmonatigen Kämpfen gegen Verbände der American Expeditionary Forces, die zur Unterstützung der bedrängten französischen Armee an die Front beordert worden waren. An diese Kämpfe und das Gefecht von Château-Thierry vom 18. Juli 1918 erinnert das Monument Américain, das oberhalb der Stadt errichtet wurde.
Auch im Westfeldzug des Zweiten Weltkriegs war Château-Thierry Ort von Kampfhandlungen und erlitt Zerstörungen, als die Wehrmacht im Fall Rot hier die Marne überschritt.

### Bevölkerungsentwicklung
| Jahr                       | 1962   | 1968   | 1975   | 1982   | 1990   | 1999   | 2011   | 2021   |
| Einwohner                  | 10.006 | 11.049 | 13.491 | 14.557 | 15.312 | 14.967 | 14.413 | 15.204 |
| Quellen: Cassini und INSEE |        |        |        |        |        |        |        |        |

## Verkehr

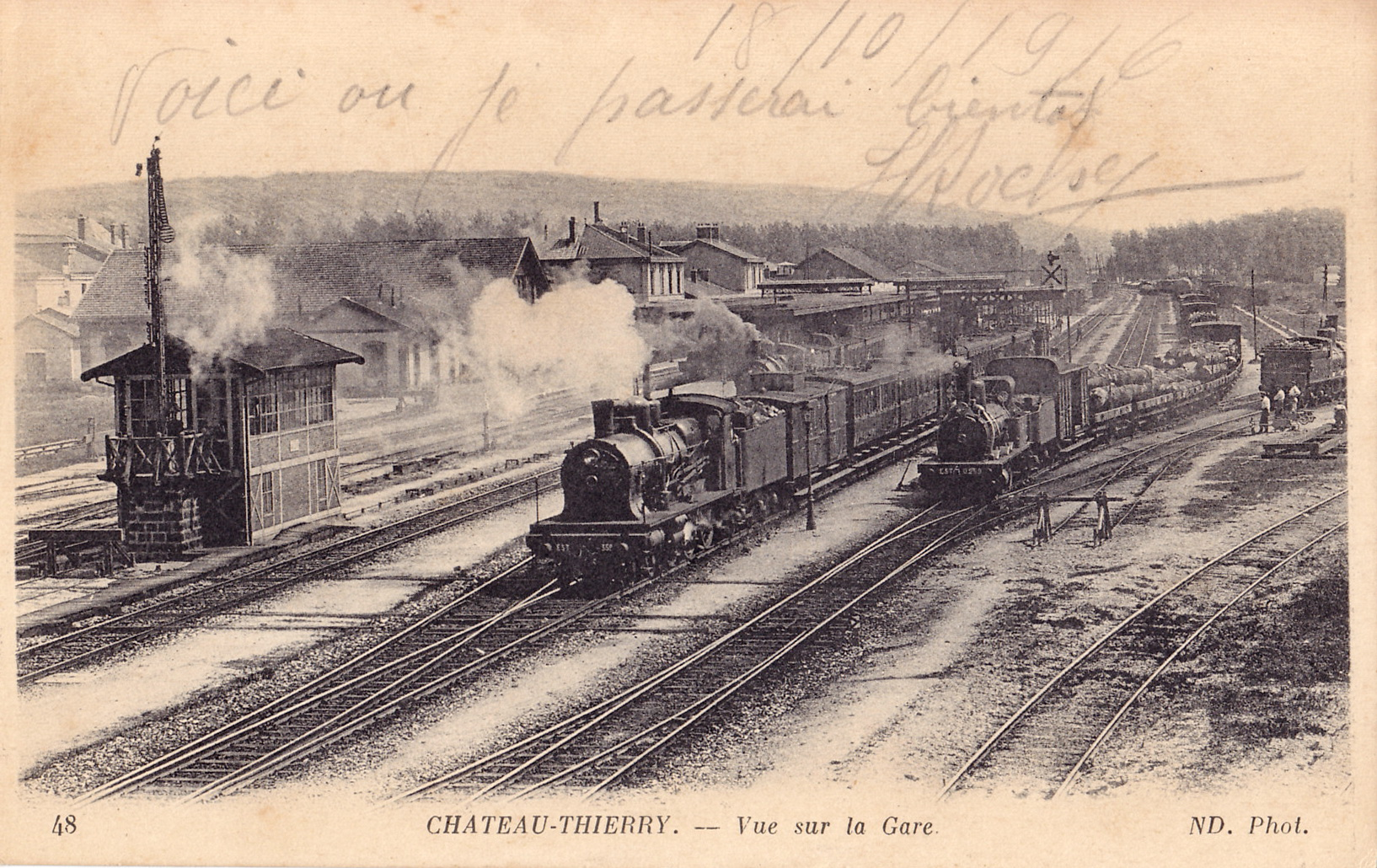
Bahnhof Château-Thierry Anfang des 20. Jahrhunderts

Château-Thierry hat einen Bahnhof an der Bahnstrecke Paris–Strasbourg, die in diesem Bereich am 2. September 1849 von der Eisenbahngesellschaft Compagnie des Chemins de fer de l’Est eröffnet wurde. 1885 kam die dort abzweigende Strecke nach Breny hinzu. Von 1910 bis 1942 war der Ort Ausgangspunkt eines schmalspurigen Bahnnetzes der Compagnie des chemins de fer du Sud de l’Aisne.
Die ehemalige Nationalstraße N 3 („Route d’Allemagne“), die Château-Thierry in Ost-West-Richtung durchquert, wurde zu den Départementsstraßen D 3 und D 1003 herabgestuft. Von Nord nach Süd verläuft im Ort die Départementsstraße D 1, die Autobahn A 4 (Paris-Strasbourg) tangiert das Stadtgebiet an dessen nördlichem Rand.

## Sehenswürdigkeiten

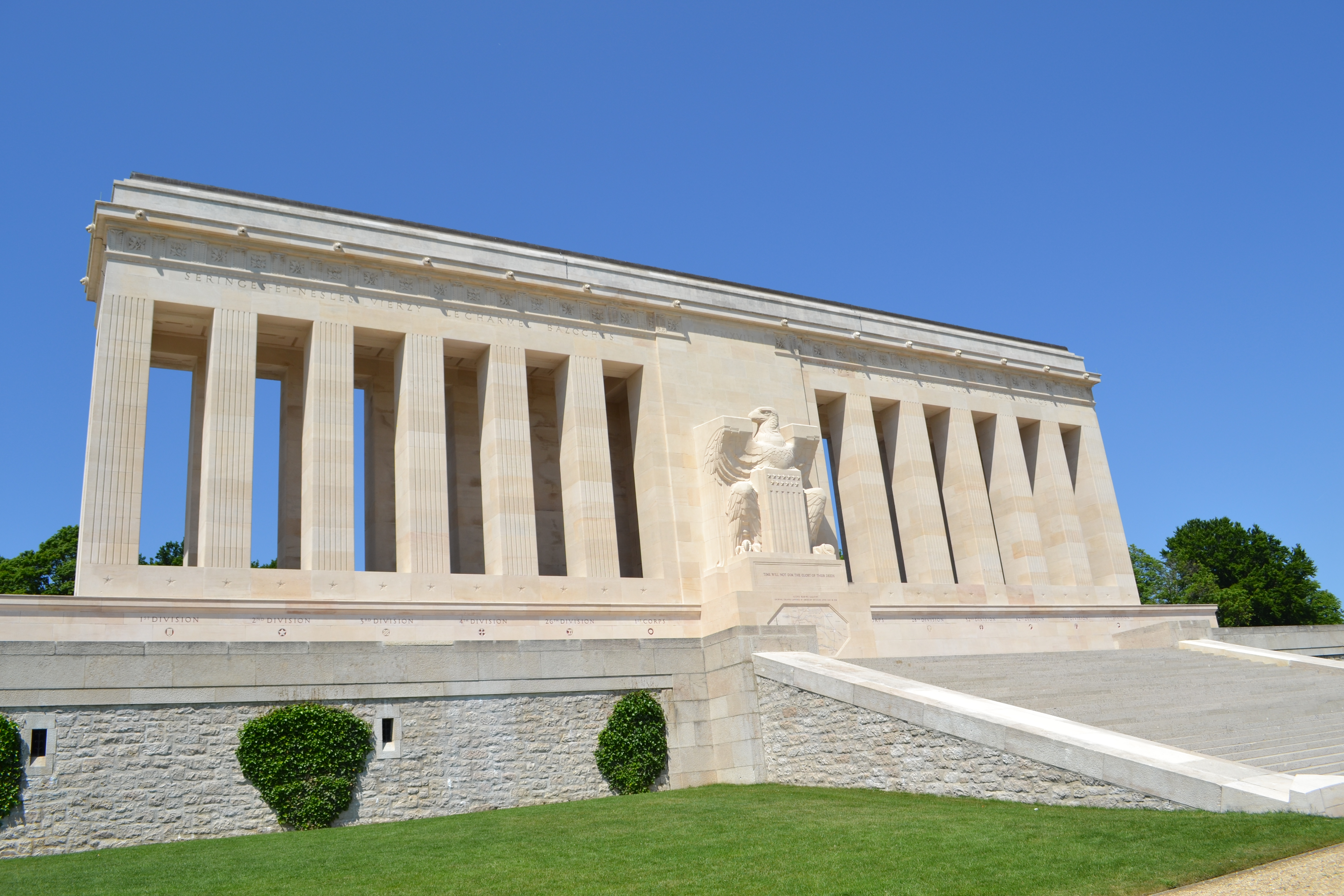
Das Monument américain de Château-Thierry

- Hôtel Dieu de Château-Thierry, Monument historique[2]
- Hôtel de ville (Rathaus), Monument historique[3]
- Reste der Burg Château-Thierry, Monument historique[4]
- Kirche Saint-Crépin, Monument historique[5]
- Amerikanisches Ehrenmal Château-Thierry

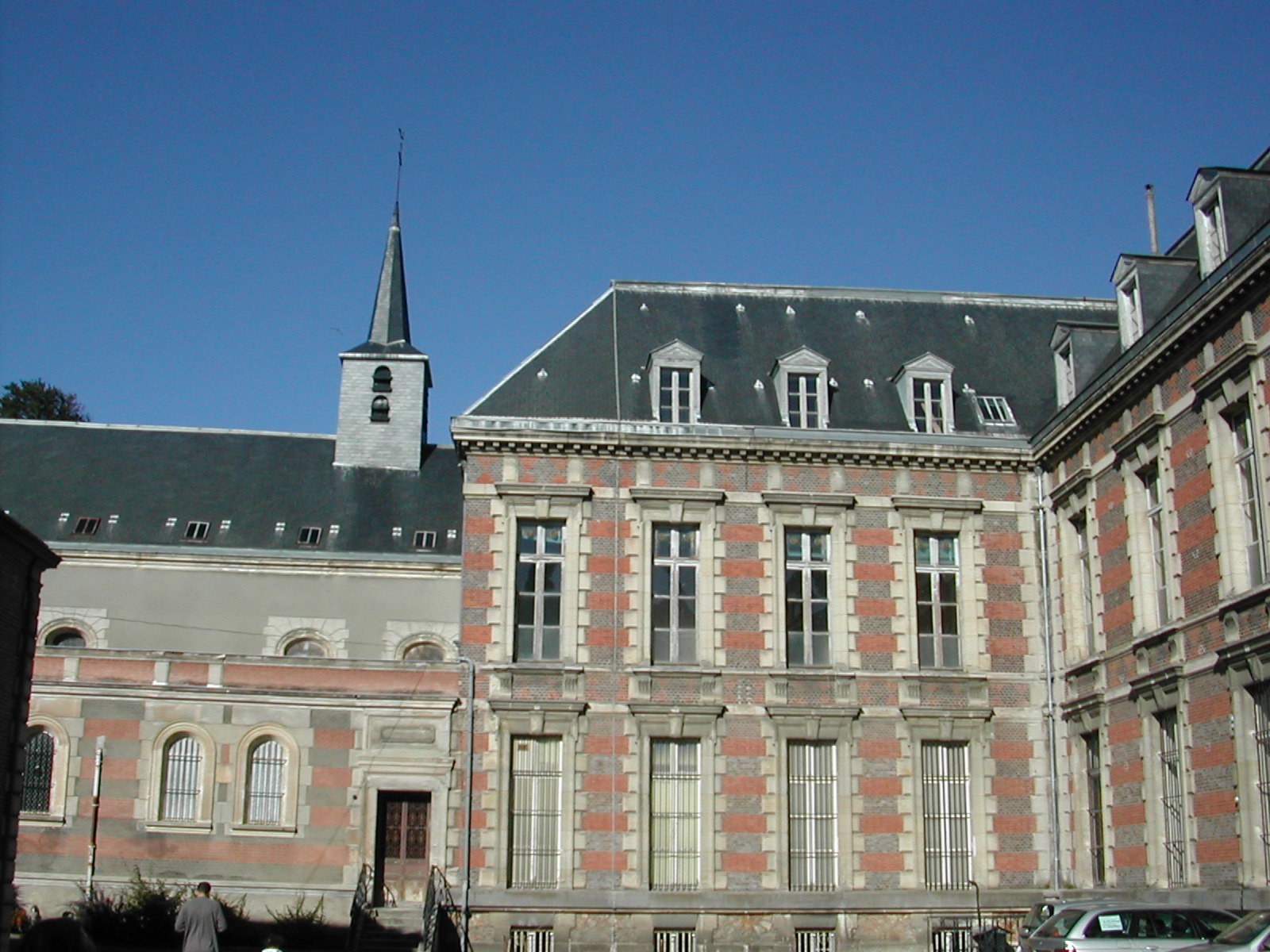
Hôtel Dieu
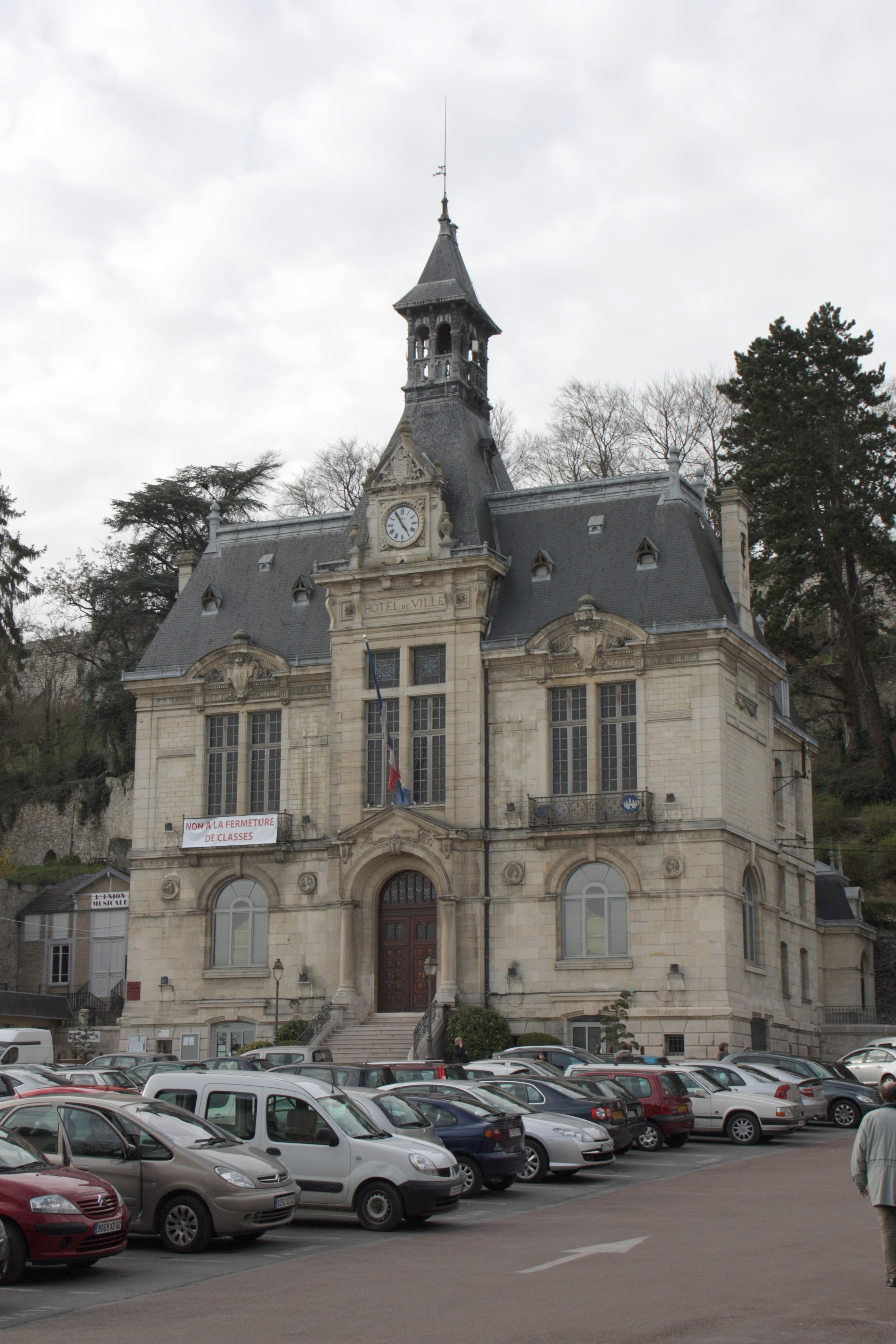
Rathaus
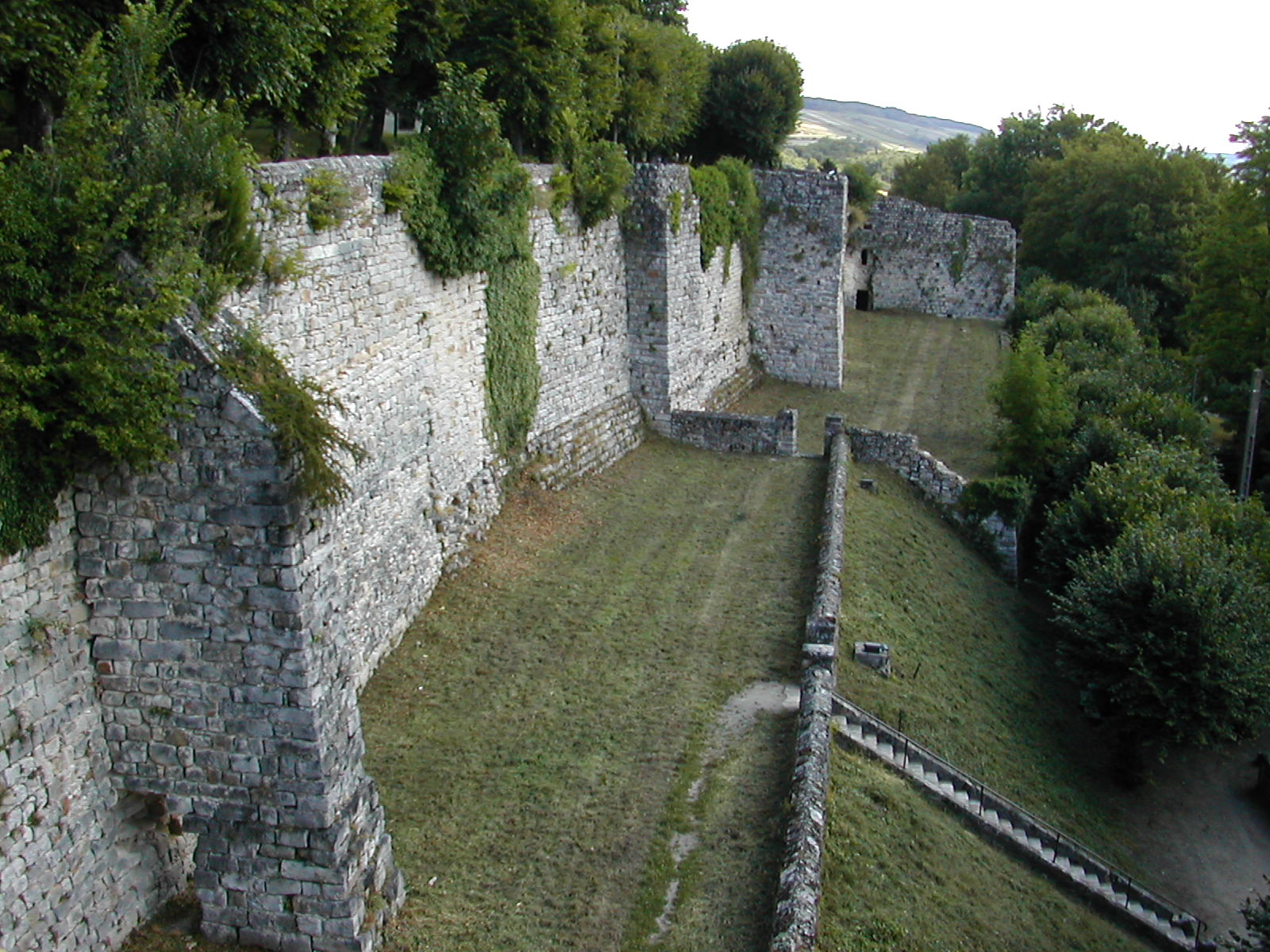
Innenseite der Burg
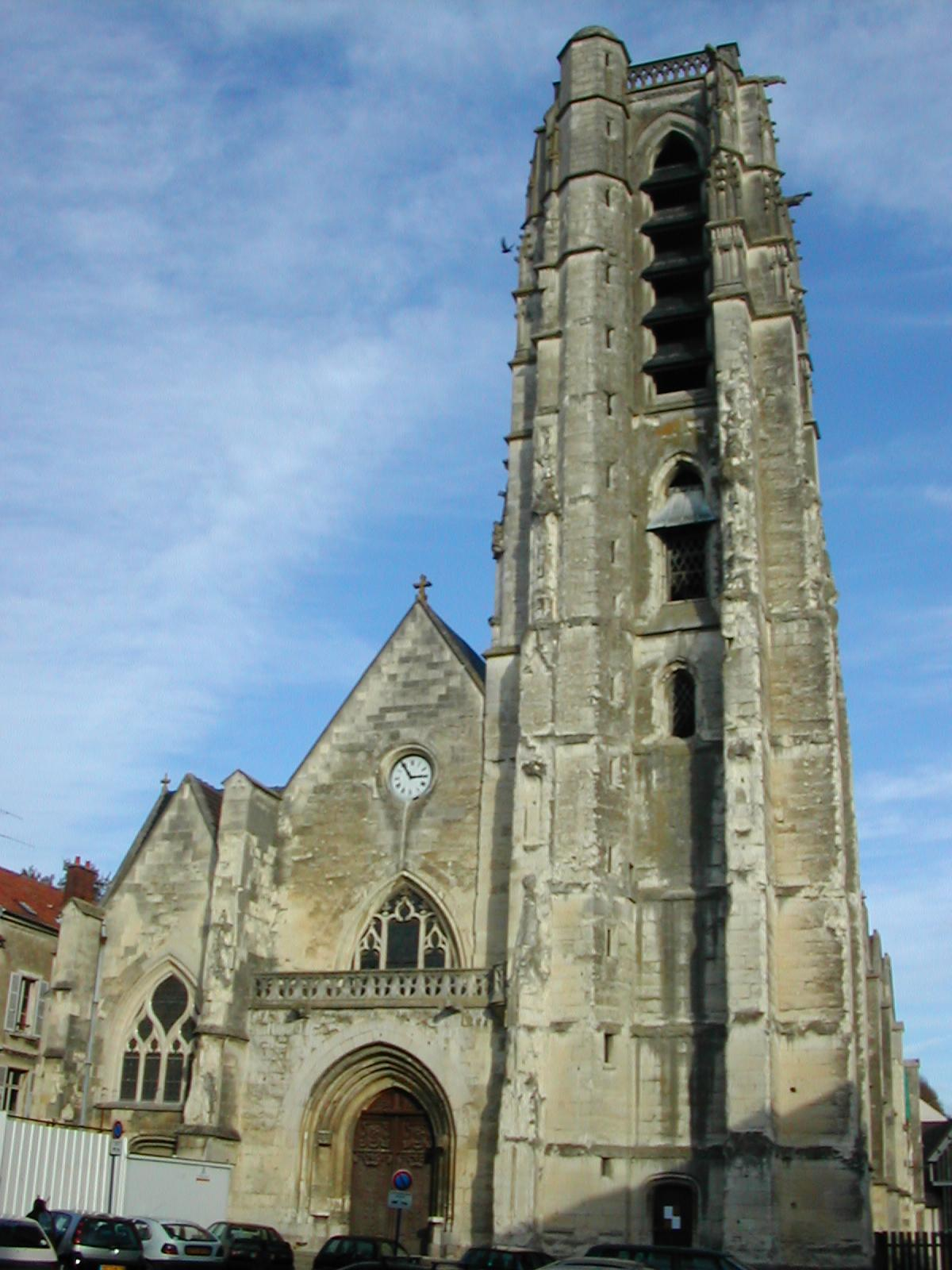
Kirche Saint-Crépin

## Städtepartnerschaften
- Mosbach in Baden-Württemberg, seit 1974
- Pößneck in Thüringen, seit dem 3. Oktober 1992
- Unterlüß in Niedersachsen
- Aliartos in Griechenland
- Cisnădie in Rumänien
- Kinyami in Ruanda
- Grybów in Polen
- Ambohitrolomahitsy auf Madagaskar

## Persönlichkeiten
- Jean de La Fontaine (1621–1695), Fabeldichter
- Charles François de Graimberg (1774–1864), Maler, Verleger, Denkmalpfleger
- Maurice Holleaux (1861–1932), Gräzist, Althistoriker, Epigraphiker und Klassischer Archäologe
- Alain Weber (1930–2019), Komponist
- Yves Bot (1947–2019), Jurist und Generalanwalt am Gerichtshof der Europäischen Gemeinschaften
- Emmanuel Grenier (* 1970), Mathematiker